# Fernando Arab
Fernando Elías Arab Verdugo (Ovalle, 14 de enero de 1982) es un abogado y político chileno de origen árabe. Desde junio de 2013 hasta marzo de 2014, ejerció como  subsecretario del Trabajo durante el primer gobierno del presidente Sebastián Piñera. Volvió a desempeñar el mismo cargo entre marzo de 2018 y marzo de 2022, con ocasión del segundo gobierno de Piñera.

## Familia y estudios
Hijo de Fernando Elías Arab Nessrallah y Susana Elena Verdugo Baraona, realizó sus estudios superiores en la carrera de derecho en la Pontificia Universidad Católica (PUC), egresando como abogado, con un certificado de especialidad en derecho civil. Luego, cursó un diplomado en derecho del trabajo y seguridad social en la empresa, y un magíster en derecho con mención en derecho de la empresa en la misma casa de estudios.
Está casado y es padre de tres hijos.

## Trayectoria profesional y política
Ha participado como expositor en diversos seminarios ligados a temas laborales, tanto en Chile como en el extranjero; y es autor de diversas publicaciones ligadas al mismo tema.
Ha ejercido como profesor de derecho laboral en la Pontificia Universidad Católica de Chile, tanto en cursos de pregrado como posgrados, desde el 2009 a la fecha.
Durante el primer gobierno de Sebastián Piñera, fue designado como subsecretario del Trabajo, cargo que ejerció entre junio de 2013 y marzo de 2014.
El 11 de marzo de 2018 fue nuevamente designado por Sebastián Piñera en el marco de su segundo mandato, como subsecretario del Trabajo en el Ministerio del Trabajo y Previsión Social, donde se mantuvo durante toda la administración hasta marzo de 2022. Tras el fin del gobierno, en abril del mismo año asumió como miembro del directorio de Blanco y Negro S.A., concesionaria administradora del Club Social y Deportivo Colo-Colo.

## Premios
- Premio "Fernando Rozas Vial", otorgado al mejor alumno de la cátedra de Derecho Civil, Generación 2000-2004, Pontificia Universidad Católica de Chile, 2004.[2]
- Premio al Alumno más destacado del Diplomado en Derecho del Trabajo y Seguridad Social en la Empresa, Pontificia Universidad Católica de Chile, 2009.[2]
- Premio "Leading Lawyer 2013" y "Leading Lawyers 2014", al abogado más destacado en la categoría sub-35 y segundo lugar en abogado más destacado en categoría derecho laboral.[7]
- Premio del Ministerio de Hacienda de Chile "ChileGestiona 2014", por la labor desarrollada como subsecretario del Trabajo liderando los diálogos permanentes de desempeño con los altos directivos de los organismos públicos del sector, 2014.[8]

## Publicaciones
- Revisión de los correos electrónicos de los trabajadores por parte del empleador. Gaceta Jurídica, 2011, N° 375, páginas 54-67.
- El despido de la trabajadora embarazada por vencimiento del plazo del contrato. Gaceta Jurídica, 2012, N° 381, páginas 46-55.
- Aspectos Laborales de la Ley de Reorganización y Liquidación de Activos de Empresas y Persona. Revista Laboral Chilena, 2014, N° 231, páginas 72-77.
- Presente y Futuro de la Legislación Laboral Chilena. Revista Internacional y Comparada de Relaciones Laborales y Derecho del Empleo, y publicada también por la Revista de Derecho Laboral y Seguridad Social de Argentina, Editorial Abeledo Perrot.